# 肯辛頓 (紐約州)
肯辛頓（英語：Kensington）是位於美國紐約州拿騷縣的村。

## 人口
根據2020年美國人口普查的數據，肯辛頓的面積為0.66平方千米，皆為陸地。當地共有人口1226人，而人口密度為每平方千米1,858人。